# 热带风暴泽塔 (2005年)
热带风暴泽塔（英語：Tropical Storm Zeta）是有纪录以来自然年中形成日期最晚的北大西洋热带气旋之一，于2005年12月30日午夜时分在大西洋中部上空发展成热带低气压，这时距2005年大西洋飓风季正式结束（11月30日）已经过了1个月。成为热带低气压约6小时后，系统就达到热带风暴标准并获名“泽塔”（Zeta），将活跃程度空前的2005年大西洋飓风季形成的热带低气压和热带风暴数量分别提升至30个和27个。截至2014年，这两项纪录仍然保持。泽塔成为热带风暴后一至持续到2006年1月上旬，成为继1954至1955年的飓风爱丽丝以来唯一的跨年大西洋风暴。
12月下旬，大西洋中部有上层低压槽和锋面天气系统相互影响，于28日发展出低压区，再于次日成为热带低气压并很快升级成热带风暴。风暴持续期间，美国国家飓风中心一直认为气旋会迅速减弱，但实际情况并非如此，泽塔于2006年1月2日达到持续风速每小时100公里的最高强度，并且一直持续到1月6日才逐渐消散。这场风暴自始至终都没有逼近陆地，所以除了在海上产生风浪外没有造成什么影响。多艘船只在海上遭遇风暴，2005年大西洋划船比赛的多名选手受到大风和恶劣海况的影响。

## 气象历史
2005年12月下旬，有上层低压槽同逐渐减弱的锋面天气系统相互影响，到12月28日时，低压槽已在佛得角群岛西北偏西方向约1210公里海域发展出低气压区。次日，低气压区发展出下层环流，对流活动也开始增长，再加上足够的降水和雷暴活动，促使美国国家飓风中心将系统归类为热带低气压。接下来的几小时里，风暴中心发展出对流带，到协调世界时早上6点时，低气压已强化成热带风暴并获命名为“泽塔”（Tropical Storm Zeta），成为2005年大西洋飓风季第28个热带或亚热带风暴，创下新的纪录。但美国国家飓风中心在当时的实际操作中直至这天下午17点才开始发布公告。受西南方向的中层低气压影响，气旋缓慢向西北方向移动，并因所处环境存在有利的反气旋外流而逐渐增强。
12月30日下午，泽塔的组织结构因受干燥空气侵蚀的不利影响而略呈混乱，气象机构因此预计风暴会进一步减弱，并在3天内消散。12月31日，气旋因受北面的中层高压脊影响转向西进，之后前进速度因上层西风带影响大幅放缓，几乎停止移动。泽塔这时的风速达到每小时95公里，但由于风切变不断增多，对流结构变得混乱，气旋出现短暂弱化。泽塔的结构较浅，缺少强烈的深层对流，但风切变对这种结构的不利影响也比较小，系统中因此重新生成对流，风暴也在逐渐强化。2006年1月1日下午18点左右，气旋在佛得角群岛西北方向约1665公里洋面达到风力时速100公里，最低气压994毫巴（百帕，29.35英寸汞柱）的最高强度。到了1月2日，泽塔因受东侧的中层低压槽影响而开始向西南方向移动，并且也没有像气象部门预测的那样弱化。
1月4日，风暴对流因受风切变的持续影响而开始消亡，泽塔的强度也降至热带风暴的最低标准。美国国家飓风中心仍然估计气旋很快就会消散，于1月5日清晨将之降级为热带低气压，但经之后确认，系统这时仍有热带风暴强度。泽塔继续向西北偏西方向移动，强度处于热带风暴下限，组织结构不久后就变得混乱。1月6日，风暴减弱成热带低气压，再于当晚退化成残留低气压，给活跃程度创纪录的2005年大西洋飓风季划上句点。残留低气压接下来又持续了一天，最终在百慕大东南方向约1060公里海域消散。

## 影响和纪录

12月30日，形成数小时后的热带风暴泽塔

2005年大西洋划船比赛的多名选手受到热带风暴泽塔产生的强风和恶劣海况影响。多支参赛队伍遭遇的逆风风速达到每小时85公里，还有高达3.7米的涌浪。风暴产生倾盆大雨和大风，但风向也对部分参赛队伍有所助益，让他们得以更快地接近安地卡岛。受大风影响，一艘威尔士参赛船只被吹得偏离航道40公里远，最后还受到一条3.7米长的鲨鱼袭击。“自由之星”（Liberty Star）号船只多次报告遭遇热带风暴泽塔产生的强风，12月31日该船位于风暴以北约75公里洋面时还测得时速65公里大风。
泽塔于12月30日早上6点达到热带风暴强度，成为有纪录以来自然年中形成日期第二晚的北大西洋热带气旋，仅次于1954年12月形成的飓风爱丽丝，该系统于12月30日中午12点左右达到热带风暴标准。截至2014年，泽塔和爱丽丝仍然是仅有的两场跨年大西洋风暴。热带风暴泽塔还将2005年大西洋飓风季形成的热带或亚热带风暴数量进一步提升至28场，比此前1933年飓风季创下的21场纪录多了7场。
除对多艘船只产生影响外，泽塔自始至终都没有对任何陆地构成威胁，因此美国国家飓风中心也就没有针对这一天气系统发布过任何热带风暴观察预警或警告。